# نایشین

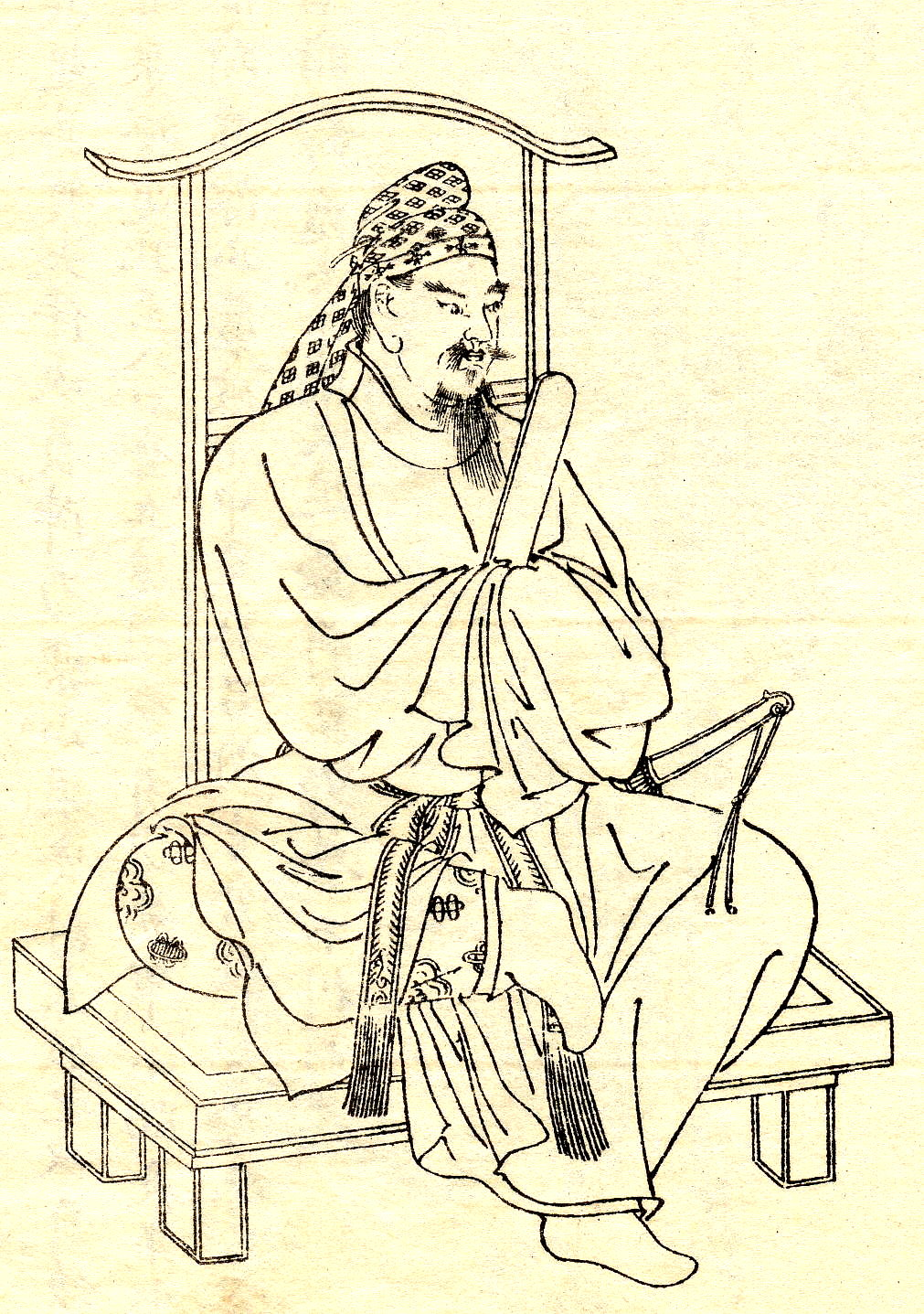
فوجیوارا نو کاماتاری نخستین وزیر داخلی

وزیر داخلی، نایشین (به ژاپنی: 内臣 うちつおみ/ないしん) یک مقام دولتی در ژاپن در اواخر دوره آسوکا و اوایل دوره هی‌آن بود. این پستی بود که در ابتدای دوره برگزار می‌شد و در دولت ریتسوریو یک ریو گایکان بود. از نظر تاریخی، چهار نفر منصوب شده‌اند که همه آنها از خاندان فوجیوارا هستند.
این مقام دولتی قابل مقایسه با وزیری بود که مشاور ارشد امپراتور بود و از امپراتور محافظت می‌کرد و بر امور سیاسی کنترل داشت، اما یک منصب دولتی دائمی نبود و وظایف آن بسته به زمان متفاوت بود. اولین نفر، ناکاتومی نو کاماتاری (بعدها فوجیوارا نو کاماتاری)، پس از سقوط خاندان سوگا در حادثه ایشی در سال ۶۴۵ منصوب شد و با کمک شاهزاده ناکا نو اوئه از مقام‌های ملکی و نظامی بالاتر رفت و به مرکز تبدیل شد. او نقش انجام اصلاحات تایکا را بر عهده گرفت.